# 鮑伯·蕭基
詹姆斯·羅伯特·蕭基（英語：James Robert Shawkey，1890年12月4日—1980年12月31日），為美國職棒大聯盟的投手。生涯曾效力過運動家和洋基等隊。

## 職業生涯
1911年，蕭基在獨立聯盟打球。後來他在隔年受到運動家總教練Connie Mack的邀請而加入運動家。1915年，蕭基被交易到洋基隊。1919年，他面對運動家隊曾寫下單場15次三振的隊史紀錄。這項紀錄高懸59年才被刷新。

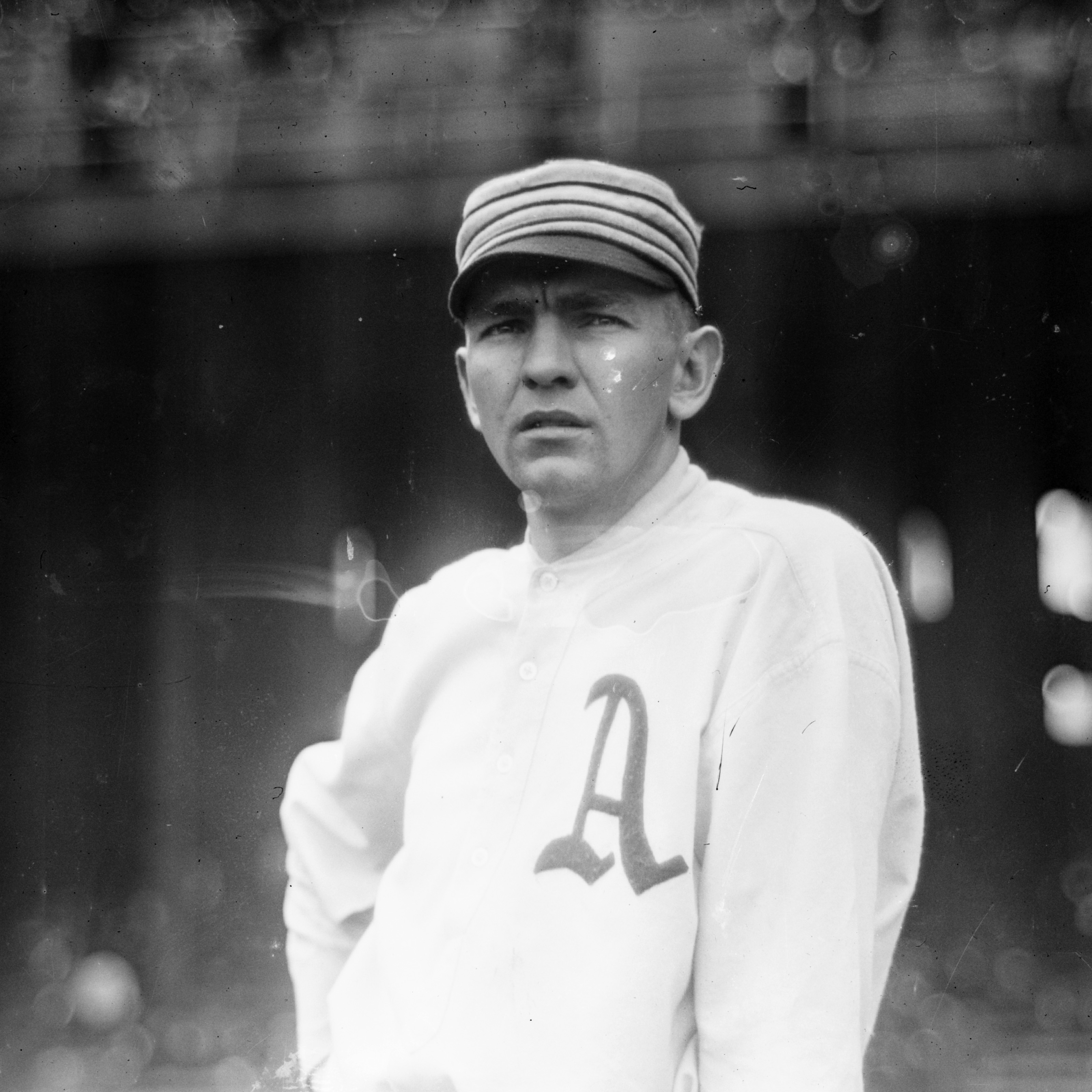
在運動家隊的蕭基

1923年，蕭基被選為洋基隊的開幕戰先發投手。他也成為洋基隊史首位在老洋基體育場出賽的投手，他在開幕戰投出15次三振，這項隊史紀錄一直到1978年才被打破。而洋基靠著貝比·魯斯的3分砲取勝，蕭基也拿下完投勝。
1930年，由於洋基總教練米勒·哈金斯驟逝，因此蕭基在1930年接任洋基總教練。他在那年讓洋基隊拿下聯盟第三名。
蕭基生涯拿下195勝，單季5次拿下20勝。生涯打擊率2成14，並敲出3轟與90分打點。
1970年，蕭基入選賓州運動名人堂。1976年，老洋基體育場進行第一次翻新後，蕭基還受邀參加開球。後來他在1980年年底去世，享壽90歲。

## 執教成績
| 球隊 | 年分   | 例行賽 | 例行賽 | 例行賽 | 例行賽 | 例行賽   | 季後賽 | 季後賽 | 季後賽 | 季後賽 |
| 球隊 | 年分   | 場次   | 勝     | 敗     | 勝率   | 排名     | 勝     | 敗     | 勝率   | 結果   |
| ---- | ------ | ------ | ------ | ------ | ------ | -------- | ------ | ------ | ------ | ------ |
| 洋基 | 1930年 | 154    | 86     | 68     | .558   | 美聯第三 | –      | –      | –      | –      |
| 總計 | 總計   | 154    | 86     | 68     | .558   |          | 0      | 0      | –      |        |

## 外部連結
- 球員資訊和成績在MLB，ESPN，Retrosheet ，Baseball Reference ，Fangraphs，The Baseball Cube （英文）